# Charles de Lacretelle
Pour les articles homonymes, voir Lacretelle.
Jean-Charles-Dominique de Lacretelle, dit Lacretelle le Jeune (3 septembre 1766 à Metz – 26 mars 1855 à Mâcon), est un avocat, journaliste et historien français.

## Biographie

### Famille et études
Charles de Lacretelle est le frère cadet de Pierre Louis de Lacretelle, dit Lacretelle aîné, également membre de l'Académie française. Il est le père de Pierre-Henri de Lacretelle et l'arrière grand-père de Jacques de Lacretelle.
Il fait ses études au Collège de Nancy et il devient avocat à l'âge de 18 ans en 1784.

### Carrière
Il commence sa carrière en 1789 en rapportant les débats de l’Assemblée nationale dans le Journal des débats. Il est mis en prison pour sympathie royaliste de 1797 à 1799. Pendant la période de l'Empire, il écrit avec Jean-Paul Rabaut Saint-Étienne la première Histoire de la Révolution française . De 1809 à 1812, il est professeur adjoint d'histoire et géographie ancienne à la Sorbonne. Président de l'Académie de Mâcon, il est élu membre de l’Académie française en 1811. À partir de 1812 et jusqu'en 1853, il est professeur titulaire d’histoire à la Sorbonne, période durant laquelle il participe à plusieurs dizaines de soutenances de thèses de doctorat ès lettres, en qualité de membre du jury. Il est considéré comme l’un des pionniers de l’étude historique de la Révolution française.

## Principaux ouvrages
- Histoire de France pendant le XVIIIe siècle (1808-1826)
- Histoire de France pendant les guerres de religion (1814-1816)
- Voyage pittoresque de Constantinople et des rives du Bosphore, d'après les dessins d'Antoine Ignace Melling (1819)
- Précis historique de la Révolution française. t. 1-2 : Assemblée constituante. t. 3 : Assemblée législative. t. 4-6 - Convention nationale. t. 7-8 : Directoire exécutif (1824-1826)
- Histoire de France depuis la Restauration (1829-1835)
- Testament philosophique et littéraire (1840)
- Dix années d'épreuves pendant la Révolution (1842)
- Histoire du Consulat et de l'Empire (1846-1848)

## Postérité
- Une voie du quartier Saint-Lambert, dans le 15e arrondissement de Paris, a été baptisée rue Lacretelle en son honneur, le 24 août 1864.

## Distinctions
- Commandeur de la Légion d'honneur (1845)[5]